# Сан-Хуан (округ, Колорадо)
Сан-Хуа́н (англ. San Juan County) — округ в штате Колорадо, США. Является самым маленьким по количеству жителей в штате.

## Описание

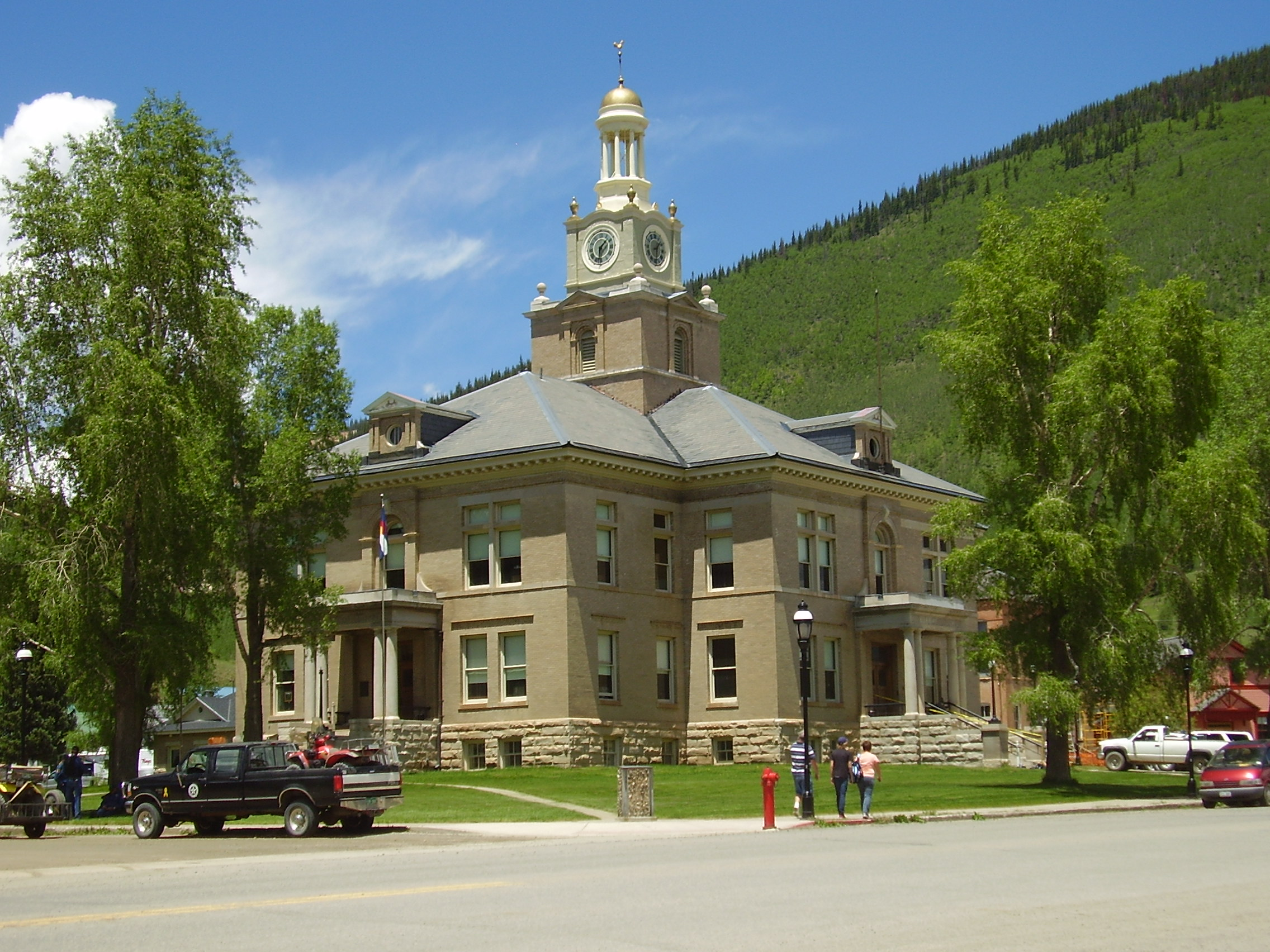
Здание окружного суда в Силвертоне

Округ, самый малонаселённый в Колорадо и самый высокогорный в США, расположен в юго-западной части штата и со всех сторон граничит с другими округами Колорадо. Назван в честь протекающей по территории реки Сан-Хуан и гор с тем же названием (англ. San Juan Mountains), которые, в свою очередь, были названы испанскими первопроходцами в честь Иоанна Богослова. Столица и крупнейший (и единственный) город округа — Силвертон (Silverton), в котором проживает около 91% всего населения округа. Открытые водные пространства занимают 2,2 км², что составляет 0,22% от общей площади округа в 1006 км². По состоянию на 2006 год в округе работает единственная школа, в которой обучается 53 ученика. На территории округа находятся несколько городов-призраков, например, Анимас-Форкс (Animas Forks) и Юрика (Eureka).

## История
Округ был сформирован 31 января 1876 года путём отделения части округа Лейк.

## Демография
Округ Сан-Хуан — самый малочисленный в штате. Пик количества его жителей пришёлся на 1900—1910-е года, после чего население начало неуклонно снижаться.
Население
- 1880 год — 1087 жителей
- 1890 — 1572
- 1900 — 2342
- 1910 — 3063
- 1920 — 1700
- 1930 — 1935
- 1940 — 1439
- 1950 — 1471
- 1960 — 849
- 1970 — 831
- 1980 — 833
- 1990 — 745
- 2000 — 558
- 2010 — 699[4]
- 2011 — 692[4]
- 2020 — 705

Расовый состав (2010)
- белые — 97,1%
- афроамериканцы — 0,0%
- коренные американцы — 0,7%
- азиаты — 0,2%
- уроженцы Океании или Гавайев — 0,4%
- прочие расы — 0,7%
- две и более расы — 0,9%
- латиноамериканцы (любой расы) — 7,4%